# 叶连俊
叶连俊（1913年7月19日—2007年12月2日），男，山东日照人，中国地质学、沉积矿床学家，中国科学院地质与地球物理研究所研究员。曾任中国科学院地学部常务副主任。第三届全国人大代表。

## 生平
1937年毕业于北京大学。1980年当选中国科学院学部委员（院士）。